# Rupert Sanders
Rupert Miles Sanders, född 16 mars 1971 i London, är en brittisk filmregissör. Han har bland annat regisserat filmerna Snow White and the Huntsman och Ghost in the Shell, samt ett pilotavsnitt av TV-serien Foundation. Han har också regisserat The Crow  (2024), med bland annat Bill Skarsgård i huvudrollen som Eric Draven / The Crow.
Sanders var mellan åren 2002 och 2014 gift med fotomodellen Liberty Ross (född 1978), syster till bland annat den Oscarsvinnande musikkompositören Atticus Ross. Ross ansökte om skilsmässa från maken i januari 2013, detta efter att tidningen Us Weekly hade publicerat intima bilder på honom och skådespelerskan Kristen Stewart, i juli 2012. Exmakarna har tillsammans en dotter vid namn Skyla, och en son vid namn Tennyson.

## Filmografi (i urval)

### Film
- 2012 – Snow White and the Huntsman
- 2017 – Ghost in the Shell
- 2024 – The Crow

### TV
- 2021 – Foundation (TV-serie)